# Faranguis

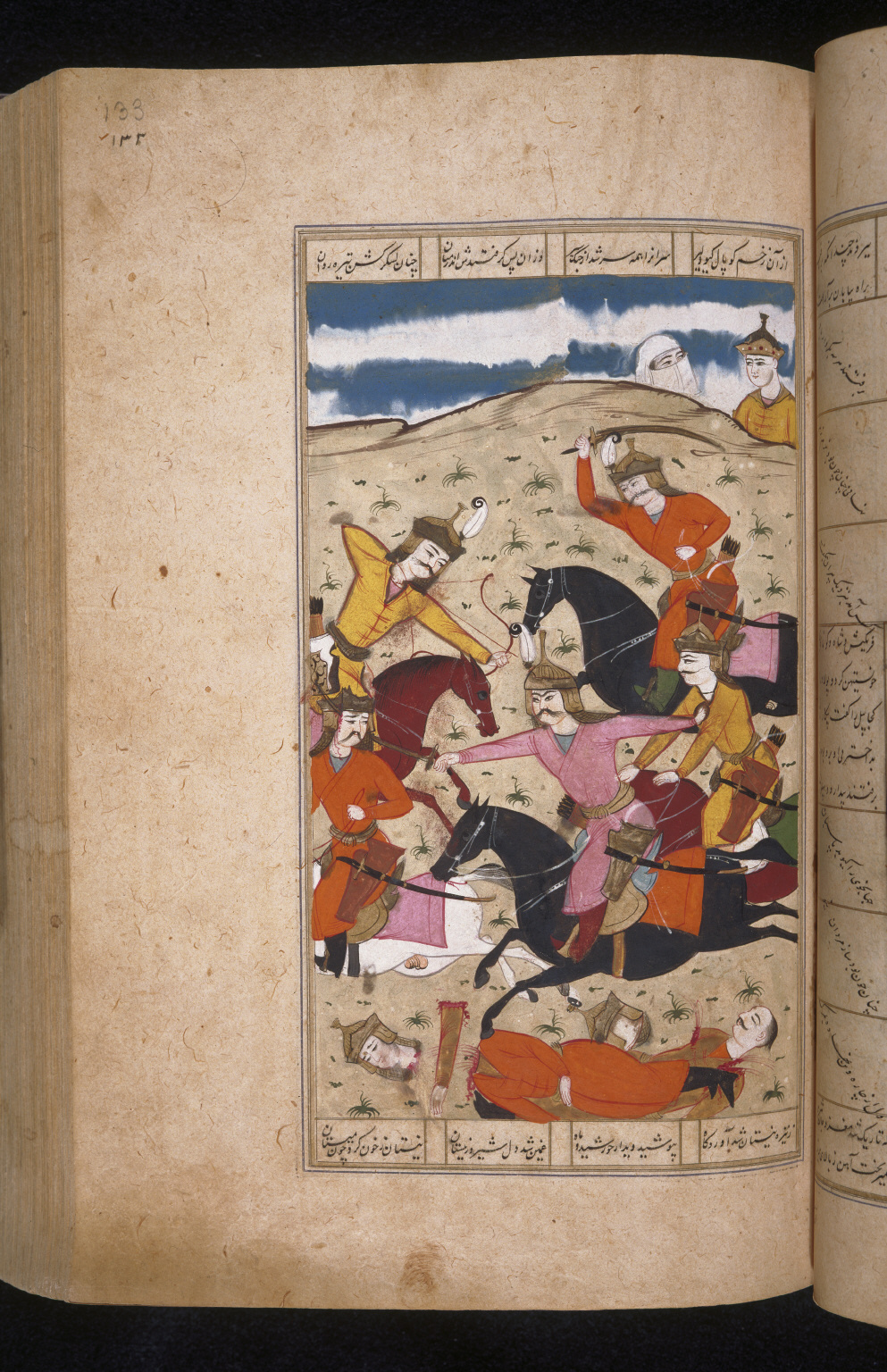

Faranguis (en persan : فرنگيس / Farangis)  ou Faraneguisse est un personnage féminin de l’œuvre épique de Ferdowsi, le Livre des Rois.
Elle est la fille d'Afrassiab, l'épouse de Siavach et la mère de Kai Khosro.
Elle correspond également à la prononciation Faringuisse, Femme majeure au cœur en or.  